# Carillon (Magic Box)
Carillon è un brano musicale interpretato da Magic Box, scritto dallo stesso Tristano De Bonis.

## Il video
Prodotto e diretto da Rossano Prini e Gian Luca Mensi, il video musicale Carillon inizia con una stringa di bambola - si tratta di Erika De Bonis, sorella minore di Magic Box - presenta uno scenario circense, il cui direttore è proprio Magic Box, che si prepara ad un'esibizione.
Alla fine si scopre che quel circo altri non era che una palla simile a quelle di neve vicino al letto di una bambina dormiente.
Nel video si può inoltre notare la presenza del clown David Larible.